# Peintures noires

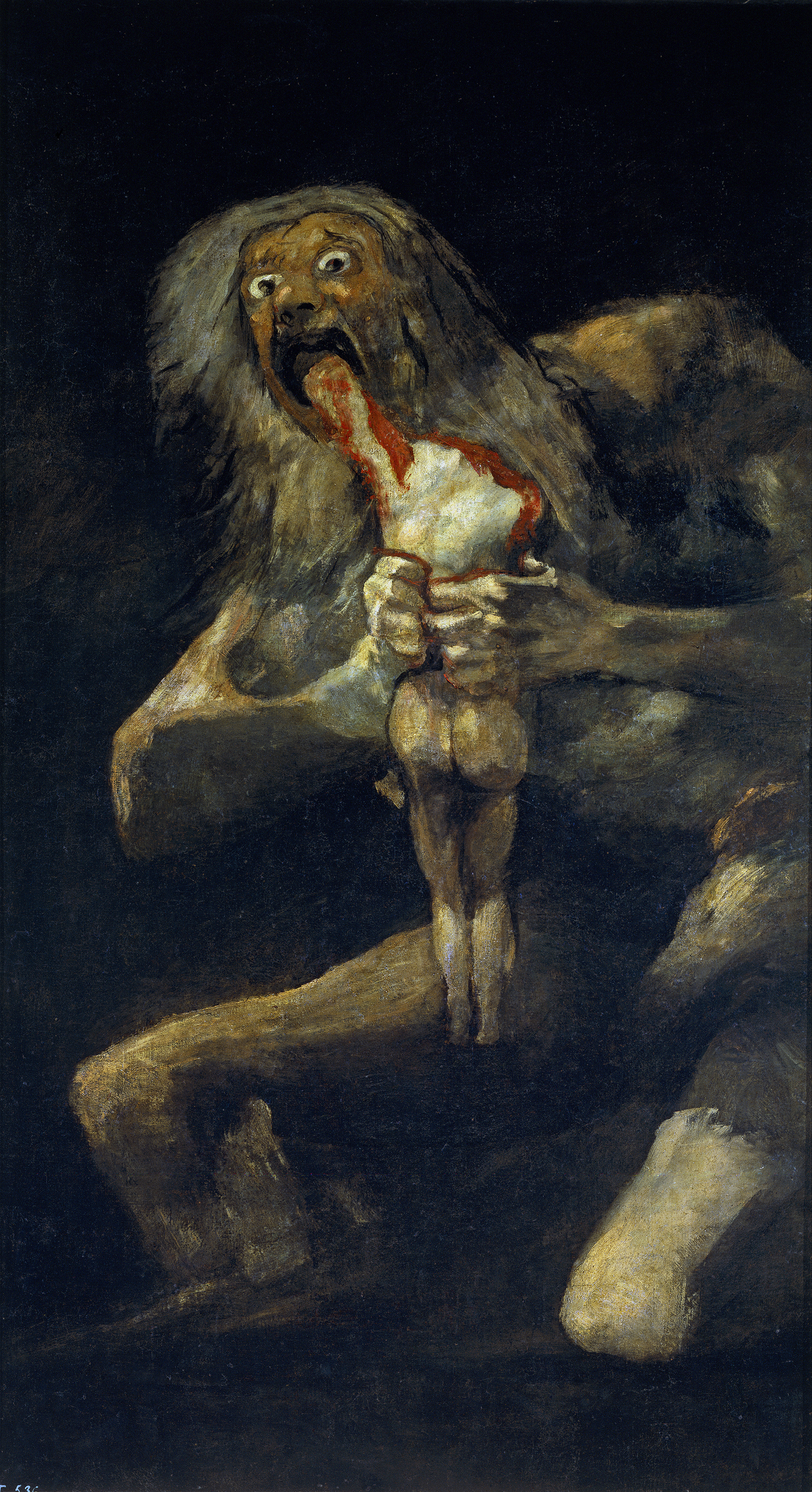
Saturno devorando a un hijo, la plus célèbre des Pinturas negras de Goya.

Les Peintures noires (en espagnol : Pinturas negras, 1819-1823) sont une série de quatorze fresques de Francisco de Goya peintes avec la technique de l’huile al secco (sur la surface de plâtre d’une paroi) pour décorer les murs de sa maison, appelée la Quinta del Sordo (« Maison de campagne du Sourd »), que le peintre avait acquise en février 1819 ; ces fresques furent transférées sur toile entre 1874 et 1878. Elles sont actuellement conservées au musée du Prado, à Madrid.
La série de peintures à l’huile auxquelles Goya ne donna aucun titre, fut cataloguée en 1828 par un ami de Goya, Antonio de Brugada et se compose des toiles suivantes (entre parenthèses, le nom sous lequel elles sont connues en France) :
- Les Moires,
- Deux vieux ou Un viejo y un fraile (Un vieux et un moine),
- Deux vieillards mangeant de la soupe,
- Duel au gourdin ou (La Rixe),
- Le Sabbat des sorcières ,
- Hommes lisant,
- Judith et Holopherne,
- La Procession à l'ermitage Saint-Isidore,
- Femmes riant,
- Pèlerinage à la source Saint-Isidore ou Procesión del Santo Oficio (Procession du Saint-Office),
- Le Chien,
- Saturne dévorant un de ses fils,
- Une manola : Léocadie Zorrilla,
- Vision fantastique ou Asmodée.

À cette liste s'ajoute une quinzième peinture, détachée du mur plus tôt que les autres, en 1846, et aujourd'hui partie de la collection privée de Stanley Moss à New York :
- Têtes dans un paysage.

La maison de Goya, ainsi que les fresques, devinrent la propriété de son fils Javier Goya en 1823, année où Goya la lui cède, semble-t-il pour préserver sa propriété de possibles représailles après la restauration de la Monarchie absolue et la répression des libéraux par Ferdinand VII d’Espagne. Depuis lors, et jusqu’à la fin du XIXe siècle, l’existence des « Peintures noires » fut connue de peu de gens (seuls quelques critiques les décrivirent, tel Charles Yriarte) et à partir de 1874, avant la démolition imminente de la ferme, elles furent transférées du plâtre sur des toiles par Salvador Martínez Cubells à la demande de Frédéric Émile d’Erlanger, un banquier allemand parmi les plus en vue sur la place financière de Paris dans la deuxième partie du XIXe siècle, qui avait l’intention de les vendre à l’Exposition universelle de Paris de 1878. Toutefois, il les céda en 1881 au Musée du Prado, où elles se trouvent actuellement exposées.

## Les Peintures noires dans leur contexte original

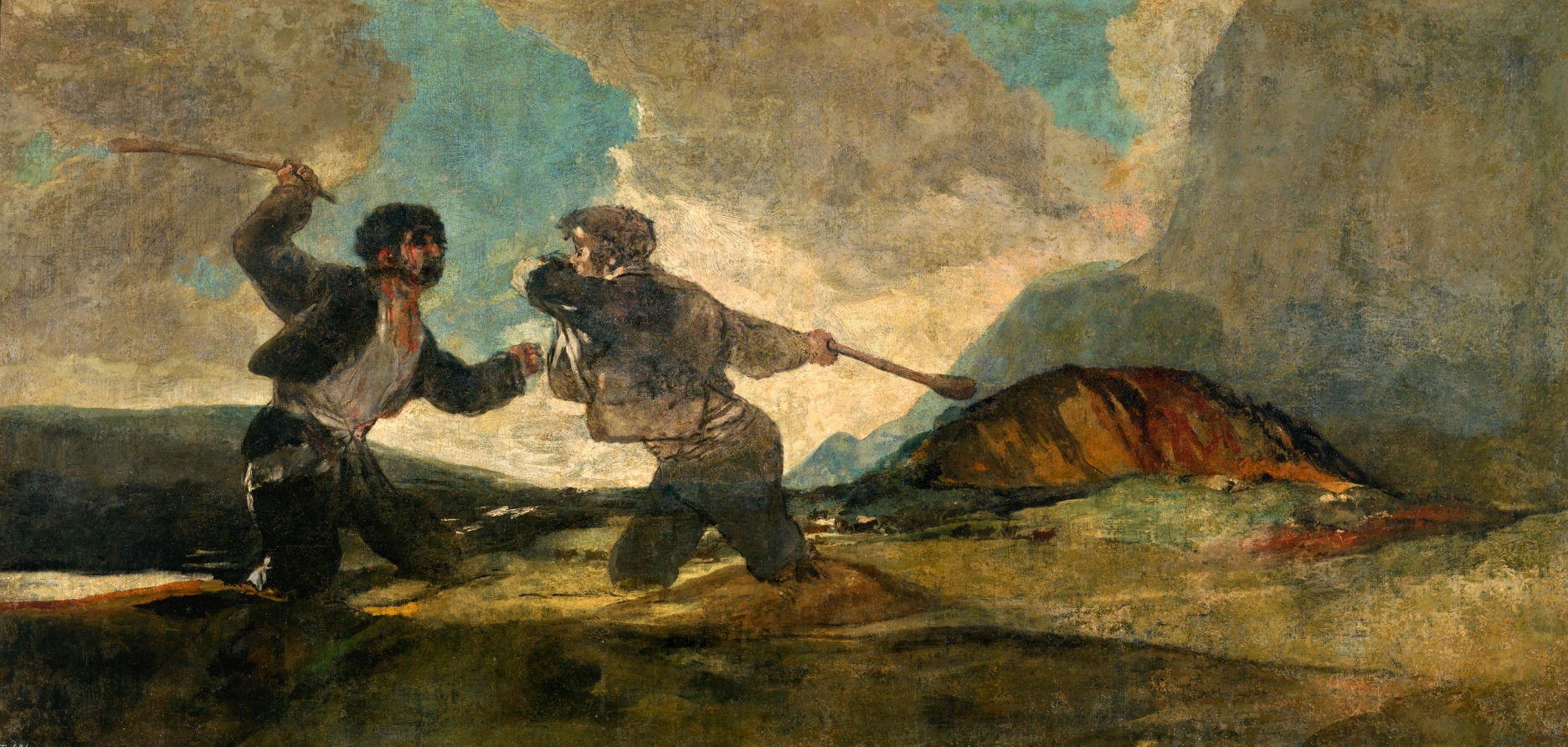
Deux hommes qui luttent.

Goya acquiert la Quinta del Sordo sur la rive du Manzanares, juste en face de l’ermitage et de la prairie de San Isidro, en février 1819, peut-être pour y vivre avec Leocadia Weiss à l’abri des rumeurs, celle-ci étant mariée avec Isidoro Weiss. Il avait avec cette femme une relation, ainsi que, peut-être, une petite fille, Rosario, des deux enfants qu’il avait à sa charge. Comme, en novembre de cette année, Goya souffre d’une maladie grave, dont le tableau Goya et son médecin (1820) est un témoignage effrayant, l’artiste pourrait avoir commencé la décoration des murs de sa maison entre février et novembre 1819. Ce qui est certain, c’est que les Peintures noires furent peintes par-dessus des images champêtres avec de petites figures, dont il mit à profit les paysages à l’occasion, comme dans les Deux hommes qui luttent.

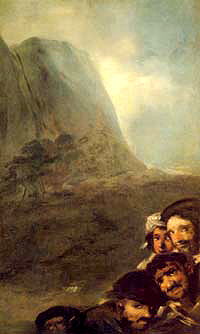
Têtes dans un paysage est probablement la « quinzième » peinture noire, postérieurement perdue, et qui est conservée dans la collection Stanley Moss de New York.

Si ces peintures de ton joyeux furent aussi l’œuvre de l’Aragonais, on pourrait penser que la crise due à sa maladie, jointe, peut-être, aux succès mouvementés du Triennat libéral, incitèrent Goya à repeindre ces images. Bozal tend à penser que les peintures préexistantes étaient effectivement de Goya, puisque ce n’est qu’ainsi qu’on peut s’expliquer qu’il ait réutilisé certains de leurs matériaux ; toutefois, Glendinning prétend que les peintures « ornaient déjà les murs de la Quinta del Sordo quand il l’acheta ».
Une théorie récente a cherché à attribuer les Peintures noires à son fils Javier ; toutefois, Bozal et Glendinning, deux des plus grands connaisseurs de l’œuvre picturale de Goya, rejettent cette hypothèse. Il est en effet difficile d’envisager que ce fait extraordinaire fût resté ignoré des contemporains. La technique picturale, la qualité du pinceau, les types humains grotesques, les thèmes obsessionnels, qui étaient déjà présents dans l’œuvre antérieure et postérieure de Goya, en rendent infondée l’attribution à Javier Goya.
L’inventaire d’Antonio de Brugada mentionne sept œuvres au rez-de-chaussée et huit en haut. Toutefois, au Musée du Prado, on n’en trouve que quatorze (7 + 7). Charles Yriarte (1867) décrit lui-même une peinture de plus que celles qu’on connaît actuellement, et signale qu’elle avait déjà été retirée du mur quand il visita la ferme, ayant été transférée dans une autre de Vista Alegre, qui appartenait au marquis de Salamanque. Beaucoup de critiques estiment qu’il s’agit, par ses dimensions et par son thème, des Têtes dans un paysage (New York, collection Stanley Moss).

Un autre problème est posé par la localisation de la peinture intitulée Deux vieux mangeant, dont on ignore si elle se trouvait sur la porte du rez-de-chaussée ou du premier étage. Sauf ce détail, la répartition originale des peintures dans la Quinta del Sordo était la suivante :

Diagramme avec la localisation originale des Peintures noires dans la Quinta del Sordo.

- Rez-de-chaussée : il s’agissait d’un espace rectangulaire. Dans les côtés, qui étaient larges, il y avait deux fenêtres proches des murs courts. Entre elles apparaissaient deux tableaux de grand format à l’italienne : Le pèlerinage de San Isidro à droite, selon la perspective du spectateur, et el le Sabbat à gauche. Au fond, du côté court en face de l’entrée, une fenêtre au centre avec Judith et Holopherne à droite et le Saturne dévorant un de ses fils à gauche. Des deux côtés de la porte se trouvaient La Leocadia (en face de Saturne) et Deux vieux ou Un vieux et un moine en face de Judith.
- Premier étage : de mêmes dimensions que le rez-de-chaussée, il n’avait toutefois qu’une fenêtre centrale dans les murs du côté large, aux coins desquels se trouvaient deux peintures à l’huile. Sur le mur de droite d’après l’entrée se trouvaient Au Sabbat ou Asmodée près du spectateur et la Procession du Saint-Office un peu plus loin. À gauche, il y avait respectivement Les Moires et les Deux hommes qui luttent. Sur le mur court du fond, on voyait des Femmes riant à droite de l’embrasure et, à gauche, des Hommes lisant. Du côté droit de la porte d’entrée, on trouvait la Tête de chien et à gauche pouvaient se situer les Têtes dans un paysage.

Au-dessus de l’une des portes, il y aurait eu Deux vieux mangeant, que Glendinning situe quant à lui au rez-de-chaussée.
Nous pouvons connaître cette disposition et l’état original des œuvres, outre les témoignages écrits, par le catalogue photographique que réalisa in situ Jean Laurent, immédiatement avant le transport à la toile. Et nous savons par ces clichés que les peintures étaient encadrées par des moulages de plâtre classiques avec des bordures, tout comme les portes, les fenêtres et la frise. Le rez-de-chaussée avec du papier peint de fruits et de feuilles et le premier étage avec des dessins géométriques organisés en lignes diagonales. Pourtant, les photographies permettent de constater l’état antérieur au transfert, et ainsi nous pouvons savoir, par exemple, que, dans le Sabbat, il y avait à droite un fragment qui n’a pas été conservé. La Tête de chien comportait le corps du chien devant un paysage de montagnes qui regardait virevolter un couples d'oiseaux, les Deux hommes qui luttent avaient leurs pieds bien dessinés et le visage de Saturne était légèrement différent.
|  |  |

## Analyse d’ensemble

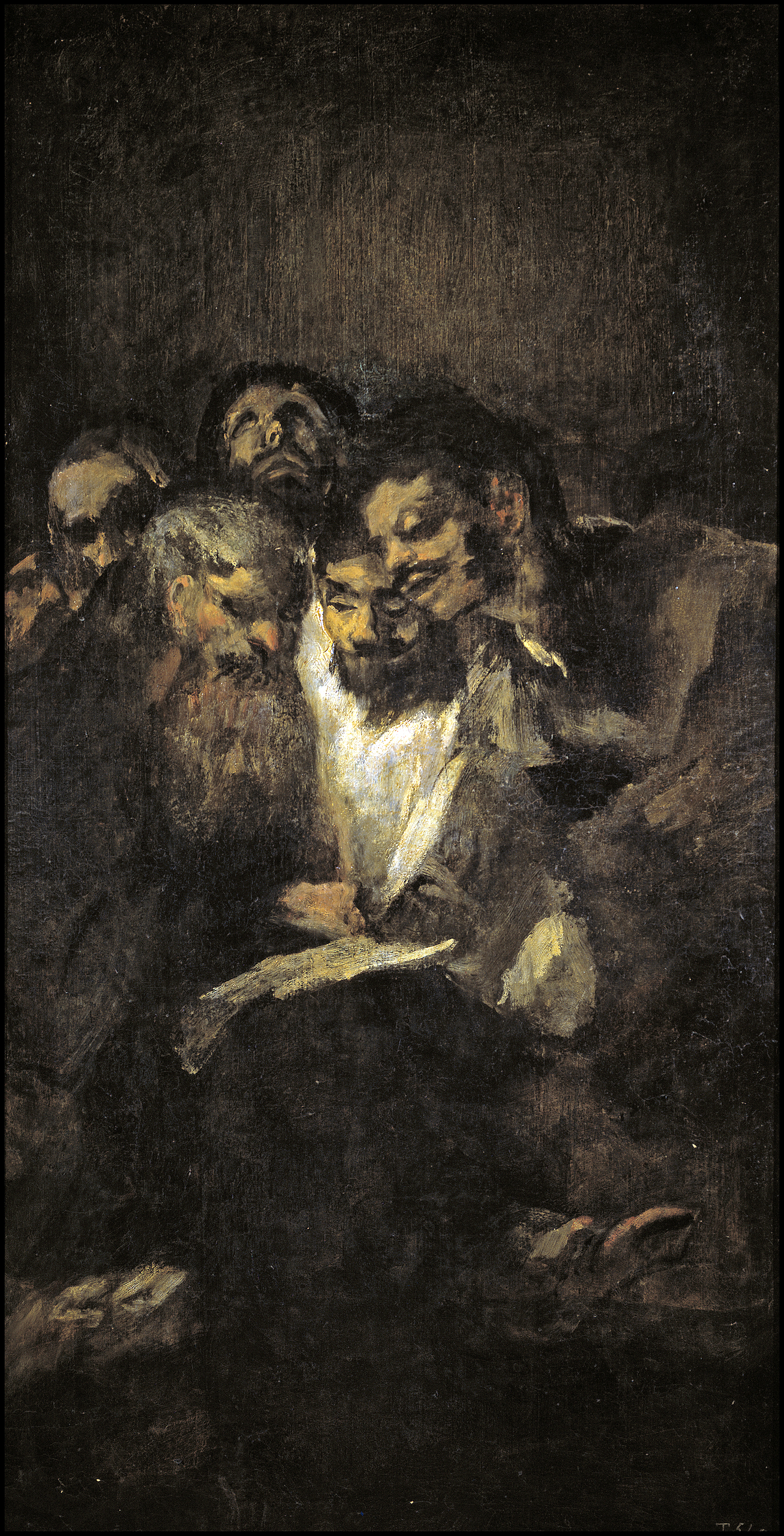
Hommes lisant. La scène que ce tableau représente, a été perçue comme représentant une de ces réunions politiques clandestines qui se tenaient dans les années agitées du Triennat libéral

À partir de 1820, Goya est de plus en plus apprécié par ses contemporains, alors qu’il s’engage dans le style du « Sublime Terrible », dont ces œuvres relèvent. Le concept en fut développé par Edmund Burke dans A Philosophical Enquiry into the Ideas of the Beautiful and Sublime (1757), et se répandit dans toute l’Europe au cours de la seconde moitié du XVIIIe siècle. Du fait de la mentalité romantique, on estime alors, chez un artiste, l’originalité plus que tout autre talent, et des auteurs comme Felipe de Guevara signalent le goût des contemporains pour les productions des mélancoliques, dont le tempérament les porte à produire des œuvres pleines de « choses terribles et déjantées qu’on n’avait jamais imaginées».
Il y a un consensus dans la critique spécialisée pour proposer des causes psychologiques et sociales à la réalisation des Peintures noires. Parmi les premières, il y aurait eu la conscience de la déchéance physique du peintre, plus accentuée, si c’est possible, du fait de la coexistence avec une femme beaucoup plus jeune, Leocadia Weiss, et surtout les conséquences de la grave maladie de 1819, qui mit Goya dans un état de faiblesse et de proximité de la mort que reflètent le chromatisme et l’objet de ces œuvres.
Du point de vue sociologique, tout semble indiquer que Goya a peint ses tableaux à partir de 1820, quoiqu’il n’y en ait pas de preuve documentaire, après s’être remis de sa maladie. La satire de la religion (pèlerinages, processions, l’Inquisition) ou les affrontements civils (comme c’est le cas dans les Deux hommes qui luttent ou les réunions et conspirations visibles, semble-t-il, dans les Hommes lisant ; y compris en interprétant comme clé politique le Saturne : l’État dévorant ses sujets ou citoyens) coïncident avec l’instabilité que déclencha en Espagne le soulèvement constitutionnel de Fernando Riego. De fait, la période 1820-1823 coïncide chronologiquement avec les dates de réalisation de l’œuvre. Il est donc permis de penser que les thèmes et le ton de ces tableaux furent rendus possibles par l’atmosphère d’absence de censure politique qui disparut lors des restaurations de la Monarchie absolue. D’un autre côté, bien des personnages des Peintures noires (duellistes, moines, sœurs, familiers de l’Inquisition) représentent le monde caduc antérieur aux idéaux de la Révolution française.

### Thèmes
On n’a pu trouver jusqu’à ce jour[Quand ?], malgré plusieurs tentatives en ce sens, une interprétation d’ensemble pour toute la série décorative dans son contexte original. En partie parce que la disposition exacte de ces peintures reste encore l’objet de conjectures, mais surtout parce que l’ambiguïté et la difficulté de trouver le sens exact de beaucoup de ces tableaux font que la signification globale de ces œuvres reste encore énigmatique. De manière générale, il y a plusieurs lignes d’interprétation, qu’il convient de prendre en compte.

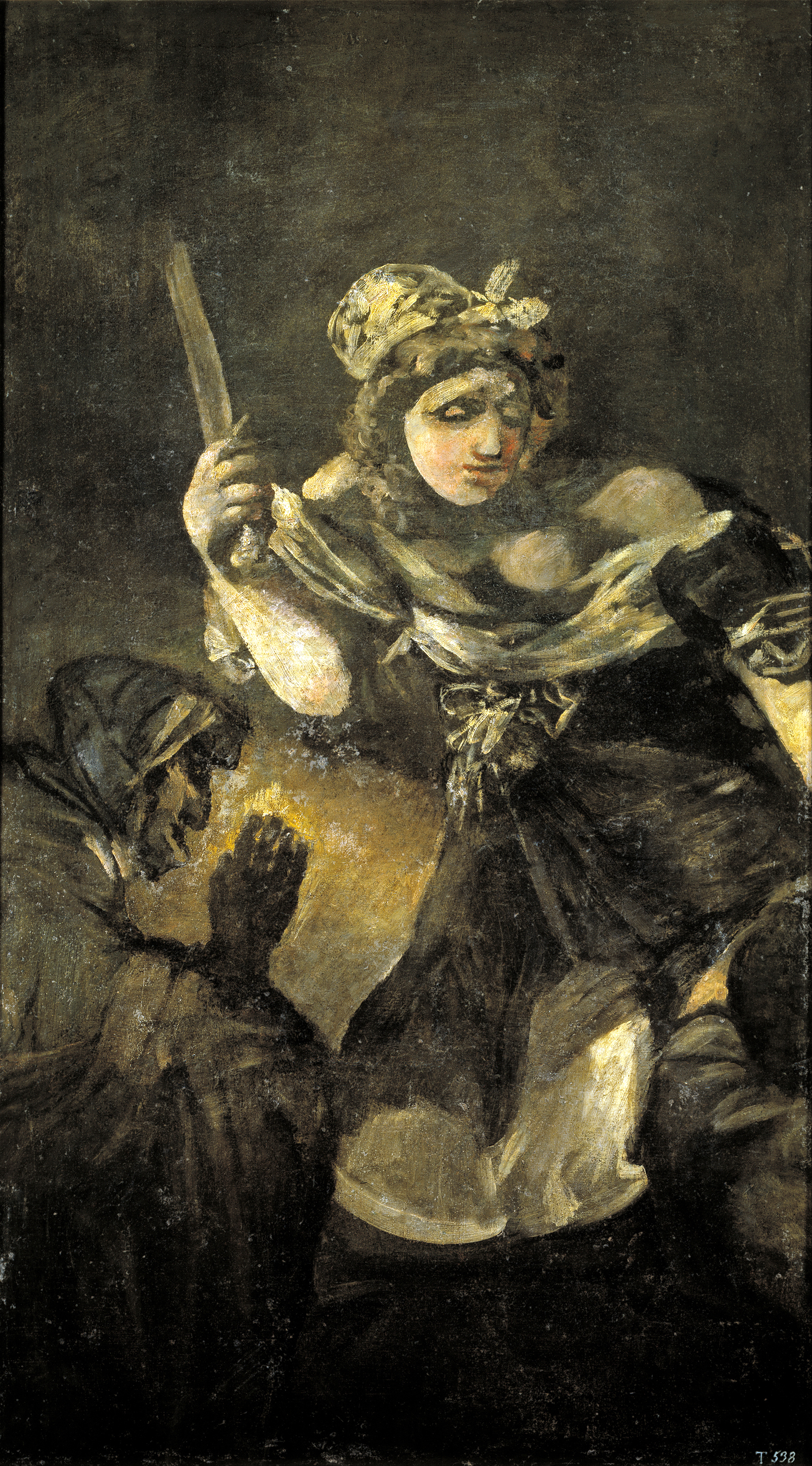
Judith et Holopherne Les interprétations psychanalytiques ont vu une représentation de la castration d’un homme puissant et mûr. Il n’est pas déplacé d’y voir un symbole des relations sexuelles entre Goya et Leocadia Weiss.

Glendinnig souligne que Goya orne sa ferme en ayant égard au décorum dont on réalisait les palais de la noblesse et de la haute bourgeoisie. Selon ces normes, et en considérant que le rez-de-chaussée servait de salle à manger, les tableaux devraient comporter une thématique conforme à l’environnement : il devrait y avoir des scènes champêtres (la villa se situait sur la rive du Manzanares et en face de la prairie de San Isidro), des cabarets et des représentations de banquets par allusion à la fonction du salon. Bien que l’Aragonais ne traite pas explicitement ces genres, Saturne dévorant un de ses fils et Deux vieux mangeant évoquent l’acte de manger, quoique de manière ironique, voire avec un humour noir. En outre, Judith tue Holopherne après avoir été invitée par lui à un banquet. D’autres tableaux détournent la scène bucolique habituelle et se rapportent à l’ermitage proche du saint patron des Madrilènes : Le pèlerinage à l’ermitage de San Isidro, Le pèlerinage à la fontaine de San Isidro, voire La Leocadia, dont on peut rapprocher le tombeau du cimetière à côté de l’ermitage.
D’un autre point de vue, le rez-de-chaussée, très mal éclairé, comporte des tableaux au fond le plus souvent obscur (sauf La Leocadia, si bien vêtue de deuil, à côté d’une tombe, celle peut-être de Goya lui-même). La présence de la mort et la vieillesse de l’homme y sont très présentes. Voire la déchéance sexuelle, si on interprète de manière freudienne la relation avec de jeunes femmes qui survivent à l’homme et même le castrent (respectivement, la Leocadia et Judith). Les vieux mangeant de la soupe, deux autres vieux dans le tableau homonyme de format vertical, le vieux Saturne… représentent la figure masculine. Saturne est, en outre, le dieu du temps et l’incarnation du tempérament mélancolique (bile noire), ce qu’on appellerait aujourd’hui la dépression.
Au premier étage, Glendinning souligne un contraste entre le rire et les pleurs (la satire et la tragédie) et entre les éléments de la terre et de l’air. C’est ainsi, pour le premier contraste, que les Hommes lisant, avec leur air sérieux, s’opposeraient aux Femmes riant ; il s’agit là des deux seuls tableaux sombres de la pièce, et ils constitueraient la ligne de partage (le spectateur les contemple au fond de la salle en y entrant) des oppositions des autres tableaux. Ainsi, dans les scènes mythologique d’Asmodée et des Moires, on percevrait la tragédie, tandis que, dans d’autres, comme la Procession du Saint-Office, on entreverrait une scène satirique. Quant au second contraste, il y a des figures suspendues en l’air dans les deux tableaux qu’on vient de mentionner, et d’autres enfoncées dans la terre ou assises, comme dans les Deux hommes qui luttent et dans le Saint-Office. Mais aucune de ces hypothèses ne donne une réponse satisfaisante à qui cherche une explication d’ensemble pour les thèmes de l’œuvre analysée.

### Style
En tout cas, la seule unité qu’on peut constater dans ces peintures à l’huile est un style constant. La composition de ces tableaux est très novatrice[réf. nécessaire]. Les figures sont pour la plupart décentrées, le cas extrême étant les Têtes dans un paysage, où quatre ou cinq têtes s’agglutinent dans le coin inférieur droit du tableau, semblant comme coupées ou sur le point de sortir du cadre. Un tel déséquilibre manifeste la grande modernité de la composition. De même, les masses de figures du Pèlerinage à l’ermitage de San Isidro sont déportées (le groupe principal y apparaît à gauche), ainsi que La procession du Saint-Office (à la droite, en l’occurrence), voire dans Le Chien, où l’espace vide occupe la plus grande partie du format vertical du tableau, ne laissant qu’une petite partie en bas pour le talus et la tête à moitié enfoncée. De même, sont déportées dans un coin de la composition Les Parques, Asmodée, voire, à l’origine, le Sabbat, quoique ce déséquilibre fût perdu après la restauration des frères Martínez Cubells.

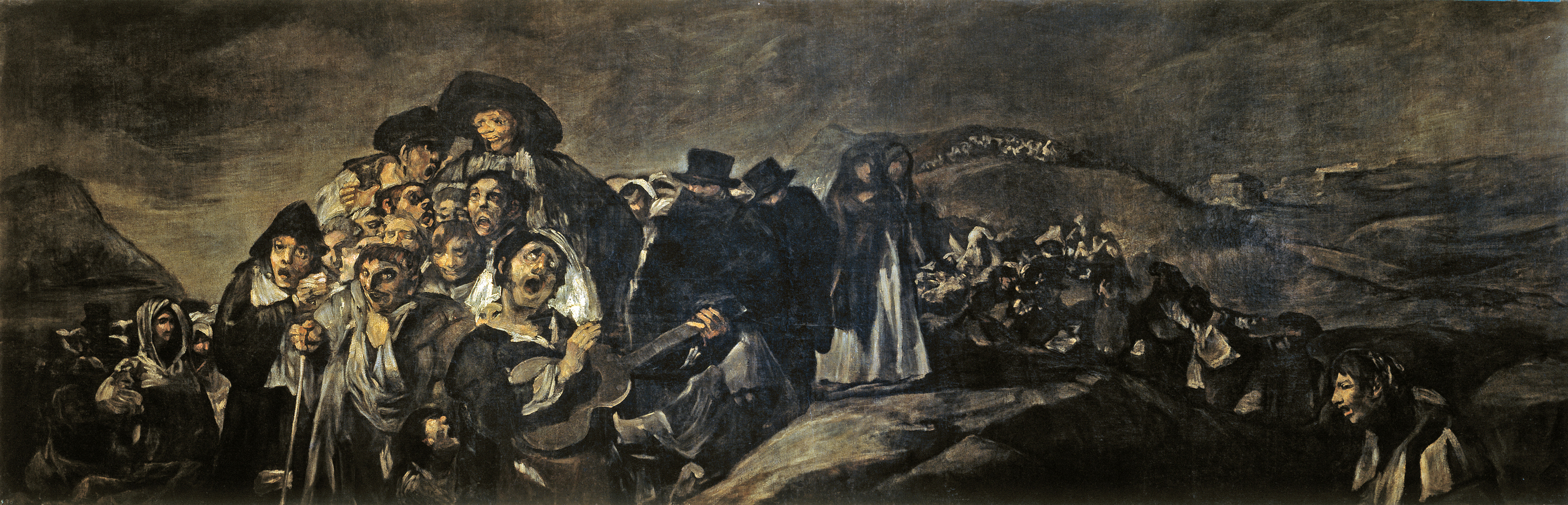
Le pèlerinage à l’ermitage de San Isidro montre les constantes stylistiques les plus caractéristiques des Peintures noires.

Bien des scènes des Peintures noires sont nocturnes, montrent l’absence de lumière, le jour qui finit. On le voit dans Le pèlerinage à l’ermitage de San Isidro, dans le Sabbat, dans la Procession du Saint-Office (un après-midi finissant et proche du coucher du soleil), et on y remarque le fond noir pour signifier cette mort de la lumière. Tout cela provoque une sensation pessimiste de vision effrayante, d’énigme et d’espace irréel.
Les traits des personnages figurent des attitudes réflexives ou extatiques. À ce second état correspondent les figures aux yeux écarquillés, avec la pupille entourée de blanc, le gosier largement ouvert, dans des visages caricaturaux, animaux, grotesques. On y voit le trait grossier, peu conforme aux canons académiques. On y aperçoit le laid, le terrible ; ce n’est plus la beauté qui fait l’objet de l’art, mais le pathos et une certaine conscience de montrer tous les aspects de la vie humaine, sans en écarter les plus désagréables. Ce n’est pas sans raison que Bozal parle d’une chapelle Sixtine laïque, où le salut et la beauté ont été remplacés par la lucidité et la conscience de la solitude, de la vieillesse et de la mort.
Comme dans toutes les Peintures noires, la gamme chromatique se réduit aux teintes ocre, dorées, terreuses, grises et noires, avec quelques blancs dans les habits pour faire contraste, quelques bleus dans les ciels, et des paysages tracés en quelques coups de pinceau, où on trouve aussi des verts, toujours rares et épars.
Tous ces traits sont caractéristiques de ce que le XXe siècle a considéré comme étant précurseur de l’expressionnisme pictural. Et cela par l’appréciation que les critiques ont fait, jusqu’à maintenant, de l’œuvre de Goya, mais aussi par l’influence qu’elle a eue sur la peinture moderne. On peut dire que, dans la série des Peintures noires, Goya est allé plus loin que jamais dans sa conception révolutionnaire et novatrice de l’art pictural.